# Tarte aux œufs et au bacon
La tarte aux œufs et au bacon est une tarte salée composée d'une croûte contenant du bacon, des œufs et parfois de l'oignon, des champignons, des poivrons, des pois, des tomates, des herbes fraîches et du fromage. La tarte au bacon et aux œufs peut être servie avec du ketchup, qui peut être combiné avec de la sauce Worcestershire et arrosé sur la garniture avant la cuisson de la tarte et certaines versions ont un agent levant tel que la levure chimique mélangée à l'œuf pour rendre la garniture plus moelleuse.

## Composition
La tarte est souvent construite à partir d'une croûte brisée ou d'une autre croûte de base stable. La croûte est généralement recouverte d'un couvercle en pâte, mais elle est parfois laissée ouverte.
Une tarte aux œufs et au bacon diffère d'une quiche, notamment en raison de l'absence de fromage et de lait et de la présence d'une croûte supérieure. De plus, les œufs ne sont pas battus et sont entiers, ou tout au plus les jaunes sont percés. La tarte a également tendance à avoir une texture et un toucher plus lourds, et est généralement riche en calories.
Bien que la combinaison du bacon et des œufs ne soit propre à aucun pays, son utilisation dans la cuisine moderne est notable en Nouvelle-Zélande, au Canada et en Australie. Des recettes la concernant ont été trouvées dès 1769 dans The Experienced English Housekeeper. 